# Margarita Tsomou

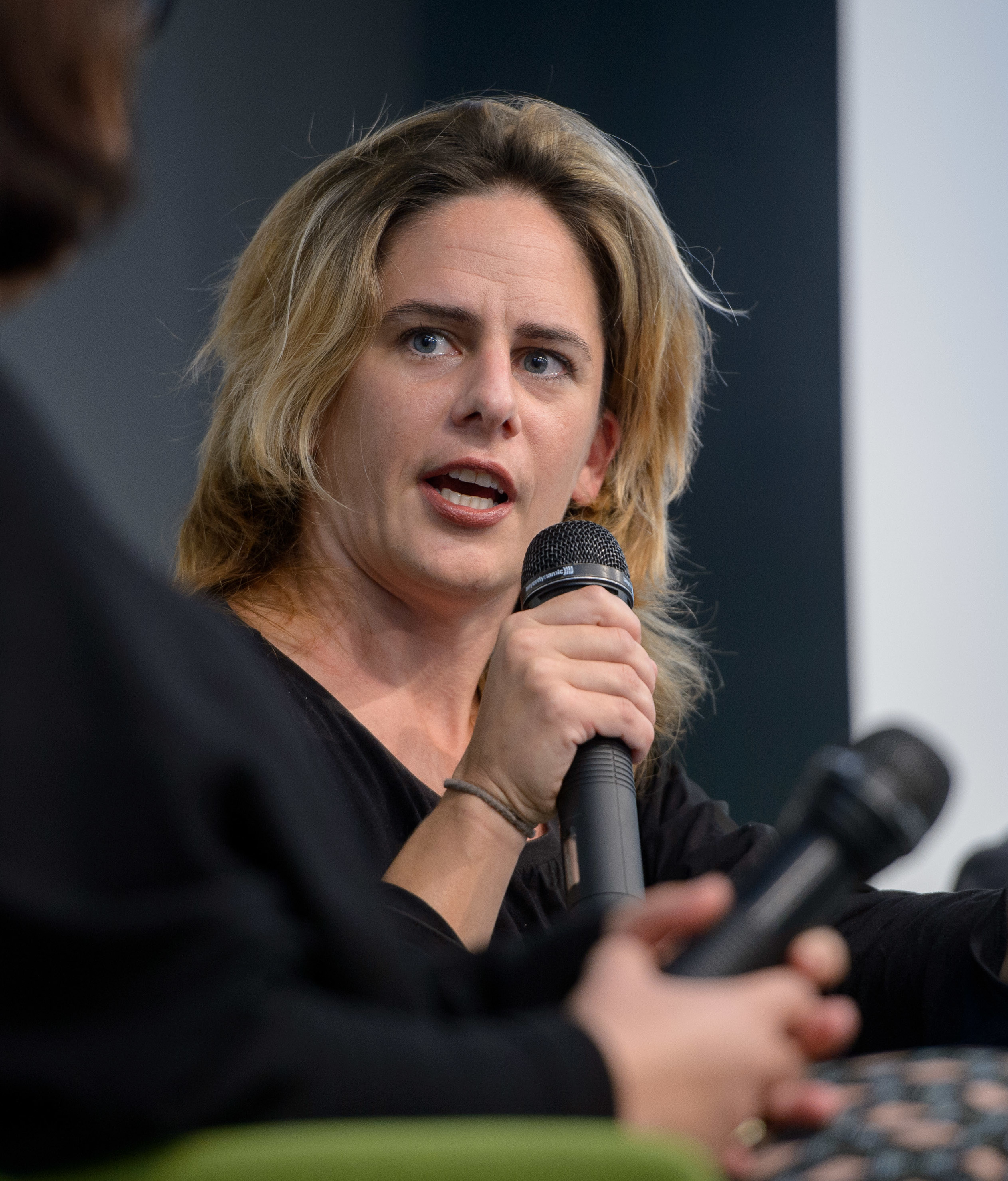
Margarita Tsomou, 2015

Myropi-Margarita Tsomou (griechisch [Μυρώπη-]Μαργαρίτα Τσώμου, * 2. Juli 1977 in Thessaloniki) ist eine griechische Kultur- und Theaterwissenschaftlerin, Dramaturgin, Kuratorin, Tänzerin, Performancekünstlerin und Aktivistin. Sie gehört zu den Gründerinnen des popfeministischen Missy Magazine. Seit 2019 ist sie Professorin für Zeitgenössische Theaterpraxis an der Hochschule Osnabrück.

## Leben und Werdegang
Tsomou erhielt in ihrer Kindheit und Jugend eine professionelle Tanz- und Ballettausbildung an der John Cranko Ballettschule in Stuttgart und in der Royal Academy of Dance in Athen. Von 1999 bis 2005 studierte sie Angewandte Kulturwissenschaften an der Universität Lüneburg. 2008 gründete sie zusammen mit Stefanie Lohaus, Chris Köver und Sonja Eismann das Missy Magazine und fungierte über ein Jahrzehnt als Mitherausgeberin der Zeitschrift.
Im Jahr 2018 wurde Tsomou an der HafenCity Universität Hamburg innerhalb des künstlerisch-wissenschaftlichen Graduiertenkollegs „Versammlung und Teilhabe: Urbane Öffentlichkeiten und performative Künste“ zur Dr. phil. promoviert. Sie untersuchte dabei die Aktions- bzw. Protestpraktiken, Versammlungs- und Widerstandsformen der griechischen Protestbewegung der Empörten, Aganaktismenoi, auf dem Syntagma-Platz 2011 in Athen.
Tsomou ist vor allem für ihre kuratorischen und dramaturgische Arbeiten an zahlreichen Kunst- und Kulturinstitutionen und ihre künstlerischen, tänzerischen und politischen Performance-Aktionen bekannt. Daneben nimmt sie regelmäßig als Sprecherin und Moderatorin an politischen und künstlerischen Podiumsdiskussionen teil. Im Oktober 2018 veranstaltete sie das Bühnenprogramm der Demonstration Unteilbar mit knapp 250.000 Teilnehmenden in Berlin. Sie ist Teil der künstlerisch-aktivistischen Gruppe Schwabinggrad Ballett. 2017 nahm sie als Künstlerin und Kuratorin an der documenta 14 in Athen und Kassel teil. Seit Januar 2019 ist sie Kuratorin für Theorie und Diskurs am Hebbel am Ufer in Berlin. Im Oktober 2019 folgte sie dem Ruf auf die Professur für Zeitgenössische Theaterpraxis an der Hochschule Osnabrück.
Zudem kooperierte sie schon als Kuratorin und Dramaturgin u. a. mit dem Maxim-Gorki-Theater, Kampnagel Hamburg, der Volksbühne Berlin, Haus der Kulturen der Welt, den Berliner Festspielen, der Heinrich-Böll-Stiftung, dem Goethe-Institut Athen, den Münchener Kammerspiele und der Onassis Cultural Foundation Athen zusammen. Sie ist auch Teil des Berliner Verlags b books.
Tsomou arbeitet vor allem zu Theorie und Praxis von Performance, Dramaturgie, öffentlichen Protest- und Aktionspraktiken, Zeitgenössischen Tanz und Körperwahrnehmung, Queer-Feminismus und Sexualität, Demokratietheorie und politischer Ästhetik. Daneben schreibt sie auch für Zeitungen, Feuilletons und Kultur- und Radiomagazine u. a. für die Zeit, taz, Spex, Frankfurter Rundschau, WDR und SWR.

## Dramaturgische, kuratorische und künstlerische Arbeiten
- Witches. TanzFaktur, Köln 2019.
- Blue Moon. Kampnagel Hamburg, tanzfaktur Köln, Ballhaus Ost Berlin 2018.
- Heimatphantasien – zur Konjunktur der Konzepte Heimat und Nation. Internationales Sommerfestival Kampnagel Hamburg, 2018.
- Apatride Society im Rahmen des diskursiven Programms von Paul B. Preciado, documenta 14, Athen, 2017.
- 34 Exercises of Freedom: #31 Voices of Trans and Queer Politics in the Mediterranean. documenta 14, Athen, 2017.
- Hyperion / Higher States, Part 2 (mit Bernhard Siebert). Mousonturm, Frankfurt am Main, 2017.
- Fantasies That Matter. Images of Sex Work in Media and Art (mit Eike Wittrock). Kampnagel Hamburg, 2014.

## Veröffentlichungen
- (2023): Der Skandal als Symptom. Kuratieren im Kontext epistemischer Brüche und dekolonialer Paradigmenwechsel. In: Soziopolis.
- (2016): Drei Bilder zu post-repräsentativen Politiken der „Aganaktismenoi“ auf der Besetzung des Athener Parlamentsplatzes 2011. In: Aristotelis Agridopoulos, Ilias Papagiannopoulos (Hrsg.): Griechenland im europäischen Kontext. Krise und Krisendiskurse. Wiesbaden: Springer VS, ISBN 978-3-658-07239-1, S. 319–330.
- (2015): In Kolonien braucht es keinen Staatsstreich. Zur Frage des Neokolonialen im Kontext der griechischen Krise.
- mit Vassilis Tsianos (2015): The Art of Being Many. In: Florian Malzacher (Hrsg.): Not Just a Mirror. Looking for the political theatre of today. Berlin: Alexander, ISBN 978-3-89581-378-8, S. 92–103.
- (2014): Der besetzte Syntagmaplatz 2011: Körper und Performativität im politischen Alphabet der Empörten. In: Regula Valérie Burri, Kerstin Evert, Sibylle Peters, Esther Pilkington, Gesa Ziemer (Hrsg.): Versammlung und Teilhabe. Urbane Öffentlichkeiten und performative Künste. Bielefeld: transcript, ISBN 978-3-8376-2681-0, S. 113–141.
- (2014): Last Exit. Zum Aufschwung solidarischer Ökonomien im Griechenland der Krise. In: WestEnd. Neue Zeitschrift für Sozialforschung. 11, Frankfurt a. M.: Campus, S. 79–92.
- mit Vassilis Tsianos und Dimitris Papadopoulos (2011): Athen: Metropolitane Blockade – Real Democracy. In: #occupy and assemble∞. Nr. 10.